# USS Goldsborough (DD-188)
USS Goldsborough (DD-188/AVP-18/AVD-5/APD-32) là một tàu khu trục lớp Clemson được Hải quân Hoa Kỳ chế tạo vào cuối Chiến tranh Thế giới thứ nhất và tiếp tục phục vụ trong Chiến tranh Thế giới thứ Hai. Nó là chiếc tàu chiến thứ hai của Hải quân Hoa Kỳ được đặt tên theo Chuẩn đô đốc Louis M. Goldsborough (1805-1877).

## Thiết kế và chế tạo
Goldsborough được đặt lườn vào ngày 8 tháng 6 năm 1918 tại xưởng tàu của hãng Newport News Shipbuilding & Dry Dock Company ở Newport News, Virginia. Nó được hạ thủy vào ngày 20 tháng 11 năm 1918, được đỡ đầu bởi cô Lucetta Pennington Goldsborough, con gái Chuẩn đô đốc Goldsborough; và đưa ra hoạt động tại Norfolk, Virginia vào ngày 26 tháng 1 năm 1920 dưới quyền chỉ huy của Hạm trưởng, Trung tá Hải quân Francis M. Robinson.

## Lịch sử hoạt động
Goldsborough gia nhập Đội khu trục 25 thuộc Hải đội 3, Hạm đội Đại Tây Dương, và khởi hành từ Norfolk, Virginia vào ngày 25 tháng 2 năm 1920 để huấn luyện ngoài khơi vịnh Guatánamo, Cuba. Nó quay trở về New York vào ngày 1 tháng 5 cho các cuộc cơ động và thực hành chiến thuật ngoài khơi bờ biển New England. Nó khởi hành từ Hampton Roads vào ngày 1 tháng 9 cho một chuyến đi thực hành trong vịnh Mexico; quay trở về Norfolk vào ngày 10 tháng 10 để hoạt động dọc theo bờ biển New York cho đến ngày 5 tháng 1 năm 1921, khi nó lên đường gia nhập Hạm đội Chiến trận kết hợp ngoài khơi Cuba. Sau đó nó băng qua kênh đào Panama để đi Callao, Peru, và quay trở lại vịnh Guatánamo cho các cuộc thực hành chiến trận khác trước khi quay về Norfolk vào ngày 27 tháng 4. Goldsborough đi vào Xưởng hải quân Philadelphia ngày 28 tháng 4 năm 1922, và được cho xuất biên chế tại đây vào ngày 14 tháng 7 năm 1922.
Goldsborough được xếp lại lớp với ký hiệu lườn mới AVP-18 vào ngày 15 tháng 11 năm 1939. Nó được cải biến thành một tàu tiếp liệu thủy phi cơ nhỏ tại Xưởng hải quân New York; được cho nhập biên chế trở lại vào ngày 1 tháng 7 năm 1940, rồi lại được xếp lại lớp thành AVD-5 vào ngày 2 tháng 8 năm 1940. Nó rời New York vào ngày 12 tháng 8 năm 1940 làm nhiệm vụ tiếp tế cho thủy phi cơ đang thực hiện Tuần tra Trung lập tại các vùng biển trải rộng từ Puerto Rico, Cuba, và quần đảo Virgin cho đến Trinidad, Tây Ấn thuộc Anh. Nó quay trở về Norfolk vào ngày 23 tháng 1 năm 1941 để sửa chữa, rồi thực hiện một chuyến đi khứ hồi đến bờ biển México từ ngày 3 tháng 3 đến ngày 3 tháng 4. Sau đó nó phục vụ cùng Lực lượng Hỗ trợ Tuần tra của Hải đội Tuần tra, Hạm đội Đại Tây Dương tại Argentia, Newfoundland và Reykjavík, Iceland cũng như tại vịnh Gungnat, Greenland. Nó từ Greenland quay trở về Norfolk vào ngày 13 tháng 10 để sửa chữa, rồi tiếp tục đi đến vịnh Seamour thuộc quần đảo Galapagos, đến nơi vào ngày 23 tháng 12. Tại đây, nó tiếp tế cho các thủy phi cơ thuộc Liên đội Tuần tiễu 3, đôi khi đi dọc theo bờ biển Nam Mỹ đến tận Valparaíso, Chile, và thỉnh thoảng phục vụ như tàu mô phỏng mục tiêu trong vịnh Panama.
Goldsborough đi qua kênh đào Panama vào ngày 17 tháng 6 năm 1942, và đi vào vịnh Trujillo, Honduras ngày 21 tháng 6, với Tư lệnh Hải đội Tuần tra 3 trên tàu để chỉ đạo hoạt động tuần tra đặc biệt phối hợp với các đơn vị hải quân khác nhằm phát hiện căn cứ tàu ngầm của phe Trục. Sau khi bị máy bay tuần tra phát hiện, một đội đổ bộ đã lên chiếc tàu buôn Honduras Laguna vào ngày 25 tháng 6, và chiếc tàu buôn Honduras Racer vào ngày hôm sau; cả hai được giao lại cho giới chức thẩm quyền Anh tại Belize. Vào ngày 3 tháng 7, nó rời Puerta Castilla để đi Portland Bight, Jamaica, nơi nó tiếp tế cho máy bay đang làm nhiệm vụ tuần tra đặc biệt nhằm bảo vệ các đoàn tàu đi lại giữa Cuba và kênh đào Panama. Nó từ Jamaica quay trở về Xưởng hải quân Charleston vào ngày 2 tháng 10 để sửa chữa, rồi sau đó thực hành tác xạ trong vịnh Chesapeake.
Goldsborough rời Norfolk vào ngày 30 tháng 10 năm 1942 để hộ tống chiếc tàu tiếp liệu thủy phi cơ Pocomoke đi đến Panama, rồi lại hộ tống một tàu tiếp liệu thủy phi cơ khác, chiếc Albemarle, đi đến các căn cứ tuần tra San Juan, Puerto Rico; Trinidad, Tây Ấn; và Bermuda, Florida. Nó quay trở về Norfolk vào ngày 30 tháng 11 năm 1942 và trải qua năm tiếp theo như là tàu hộ tống cho chiếc Albemarle vận chuyển nhân sự, thiết bị kỹ thuật hàng không và máy bay của Không lực Hải quân thuộc Hạm đội Đại Tây Dương đến vịnh Guatánamo, Cuba; Trinidad; Bermuda; San Juan; và Recife, Brazil. Nó quay trở về Norfolk sau khi hoàn tất nhiệm vụ sau cùng vào ngày 5 tháng 9 năm 1943. Sau khi tuần tra cùng với đội đặc nhiệm chống tàu ngầm hình thành chung quanh tàu sân bay hộ tống Core từ ngày 5 tháng 10 đến ngày 15 tháng 11 năm 1943, Goldsborough được xếp lớp trở lại như một tàu khu trục với ký hiệu lườn DD-188 vào ngày 1 tháng 12 năm 1943.
Vào ngày 4 tháng 12 năm 1943, Goldsborough lên đường cùng với Đội đặc nhiệm Core. Gần nữa đêm ngày 2 tháng 1 năm 1944, nó trông thấy một tàu ngầm U-boat Đức, và đã tiếp cận bất chấp biển động để tìm cách húc đối phương. Nó suýt đâm trúng đuôi chiếc tàu ngầm khi đối thủ lặn xuống, và sau hai đợt tấn công bằng mìn sâu, nó mất tín hiệu đối phương. Sau đó nó tiếp tục hộ tống Core đi đến Norfolk vào ngày 18 tháng 1, và tiếp tục đi đến Xưởng hải quân New York để sửa chữa. Sau đó nó hộ tống tàu chở dầu Aucilla đi Trinidad, quay trở về Norfolk như là tàu hộ tống cho chiếc Nitro, rồi đi vào Xưởng hải quân Charleston ngày 21 tháng 2 năm 1944 để cải biến thành một tàu vận chuyển cao tốc, và được xếp lại lớp với ký hiệu lườn mới APD-32 vào ngày 7 tháng 3 năm 1944.
Goldsborough rời Charleston vào ngày 10 tháng 4 để đi sang khu vực Thái Bình Dương, hướng đến Trân Châu Cảng ngang qua kênh đào Panama và San Diego, California, đến nơi vào ngày 9 tháng 5, và bắt đầu các hoạt động huấn luyện tấn công đổ bộ tại Hanalei và vịnh Kawaihae. Nó lên đường vào ngày 29 tháng 5 để tham gia một lực lượng vận tải, đi ngang qua Ulithi để đi đến các bãi đổ bộ của Saipan vào ngày 15 tháng 6 năm 1944. Một quả bom ném từ máy bay đã phát nổ cách con tàu 400 yd (370 m) bên mạn phải đang khi nó chống trả đợt tấn công của các máy bay ném bom bổ nhào Nhật Bản. Ngày hôm sau, nó cho đổ bộ Đại đội 2 thuộc Tiểu đoàn 1, Trung đoàn 2 Thủy quân Lục chiến về phía Nam Charon Kanoa. Trong năm tuần lễ tiếp theo, nó hộ tống các đoàn tàu vận chuyển tiếp liệu và binh lính giữa quần đảo Marshall và Saipan, xen kẻ với bắn pháo hỗ trợ trực tiếp cho lực lượng trên đảo trong các đêm 29 tháng 6 và 7 tháng 7. Nó rời Saipan ngày 28 tháng 7 để tham gia huấn luyện cùng Đội Phá hoại Dưới nước (UDT) 4 tại vùng biển Hawaii, rồi tham gia một đội đặc nhiệm phá hoại bãi đổ bộ khởi hành từ Manus, Admiralty vào ngày 12 tháng 10, làm nhiệm vụ phá hoại các công trình và căn cứ đối phương tại vùng phụ cận các bãi đổ bộ sắp đến ở phía Đông Leyte cũng như các đảo tiếp cận vịnh Leyte.
Xế trưa ngày 18 tháng 10 năm 1944, Goldsborough nả pháo vào các vị trí ẩn náu của đối phương tại Dulag, Leyte bảo vệ cho các đội UDT hoạt động gần bờ. Hai quả đạn pháo 75 mm đã suýt trúng chiếc tàu vận chuyển cao tốc, và một quả thứ ba đã bắn trúng ống khói số 1, làm thiệt mạng 2 người và làm bị thương 16 người khác. Nó đã hộ tống các thiết giáp hạm và tàu tuần dương, tiến hành một cuộc bắn phá không ngừng nghỉ suốt đêm 19 tháng 10, và hỗ trợ binh lính tung ra đợt tấn công vào sáng ngày 20 tháng 10. Nó khởi hành vào ngày hôm sau để đón binh lính lên tàu tại Noemfoor thuộc quần đảo Schouten, và cho đổ bộ họ lên bãi biển tại Tolasa, Leyte vào ngày 18 tháng 11. Nó lại đi đến ngoài khơi Noemfoor vào ngày 19 tháng 12 để vận chuyển binh lính đến Mios Woendi thuộc quần đảo Padiado, rồi đi ngang qua Morotai cùng sáu tàu buôn để đến vịnh Leyte vào ngày 6 tháng 1 năm 1945. Nhiệm vụ tiếp theo của nó là tuần tra lối ra vào vịnh Lingayen. Nó gửi một đội y tế đến chiếc tàu khu trục hộ tống Gilligan bị hư hại vào ngày 12 tháng 1, cứu vớt hai người, đồng thời bẻ hết bánh lái sang trái để né tránh trong lúc đang khai hỏa vào một máy bay tấn công cảm tử kamikaze vốn suýt đâm trúng đuôi của Seusens trước khi rơi xuống biển. Nó tiếp tục tuần tra trong vịnh Lingayen và ngoài khơi San Fabian cho đến ngày 18 tháng 1.
Sau khi được sửa chữa tại Ulithi, Goldsborough cho đổ bộ binh lính lên Iwo Jima từ ngày 3 đến ngày 6 tháng 3, rồi đi ngang qua quần đảo Mariana để đến cảng Tulagi thuộc quần đảo Solomon và quay trở lại Ulithi, nơi nó gia nhập các tàu vận tải hướng đến Okinawa. Nó đi đến ngoài khơi Okinawa vào ngày 11 tháng 4, đánh trả các đợt không kích của đối phương gần bãi biển Hagushi vào ngày hôm sau, và cứu vớt một phi công tiêm kích Hải quân do máy bay bị hư hại trong không chiến. Nó rời Okinawa vào ngày 14 tháng 4, đi đến Guam để sửa chữa, rồi quay trở lại vào ngày 15 tháng 5 năm 1945 để tuần tra ngoài khơi bãi biển Hagushi cho đến ngày 31 tháng 5. Sau đó nó lên đường, đi ngang qua Mariana, Marshall và Trân Châu Cảng để đến San Pedro, California, đến nơi vào ngày 1 tháng 7 năm 1945. Được xếp lớp trở lại một lần nữa như một tàu khu trục với ký hiệu lườn DD-188 vào ngày 10 tháng 7, nó ngừng hoạt động tại San Pedro vào ngày 11 tháng 10 năm 1945. Tên nó được rút khỏi danh sách Đăng bạ Hải quân vào ngày 24 tháng 10 năm 1945; và lườn tàu được bán cho hãng Hugo Nuef Corporation tại New York, New York vào ngày 21 tháng 11 năm 1946 để tháo dỡ.

## Phần thưởng
Goldsborough được tặng thưởng năm Ngôi sao Chiến trận do thành tích phục vụ trong Chiến tranh Thế giới thứ hai.